# RQ-7 섀도

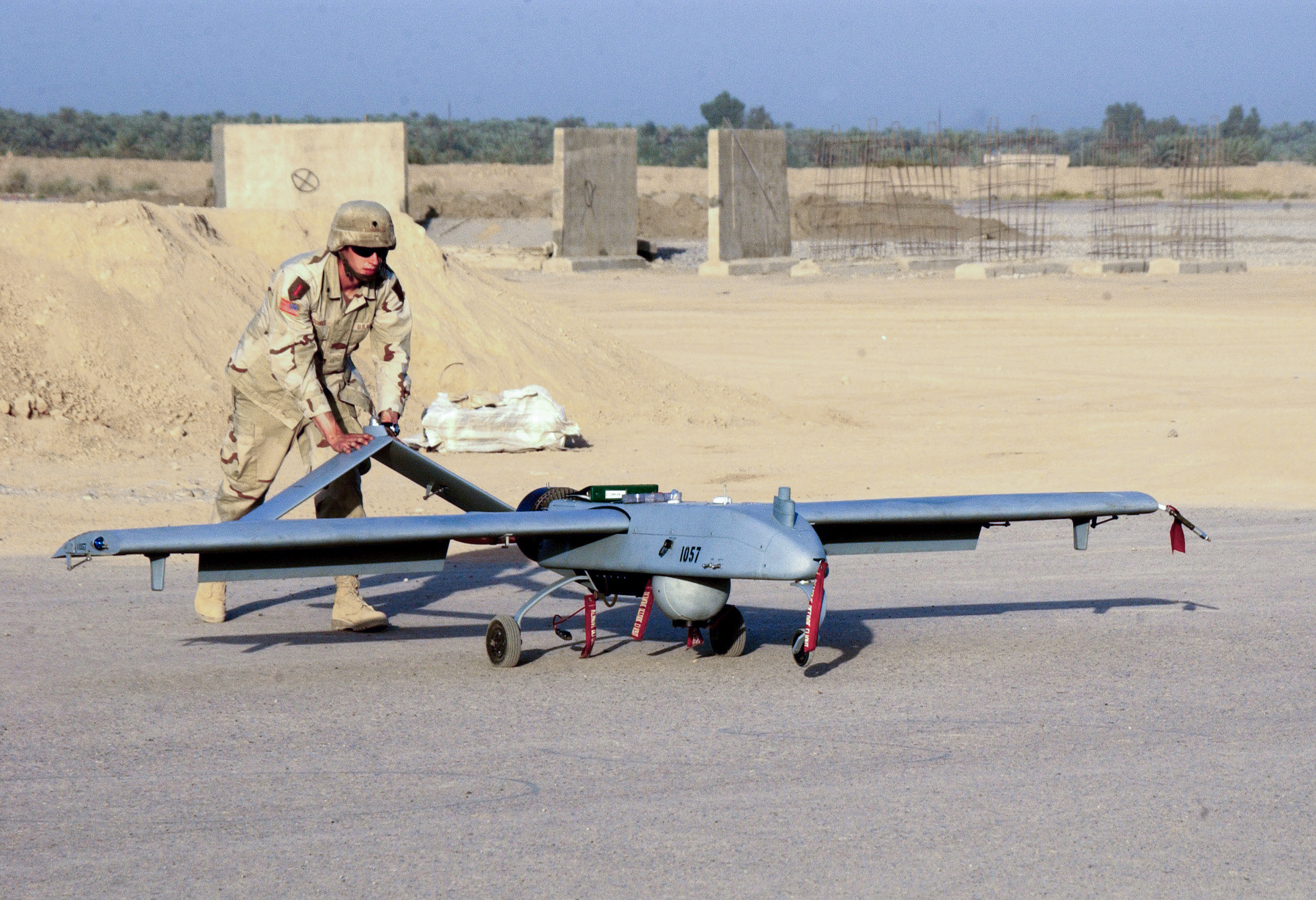
RQ-7 무인항공기

RQ-7 섀도(영어: RQ-7 Shadow)는 AAI 코퍼레이션에서 개발한 무인 항공기기이다.

## 역사
RQ-7 섀도는 RQ-6 아웃라이더 개발계획이 취소된 이후, 어떤 무인항공기가 전장에서 효율적인지를 미국 육군이 계속 연구한 결과로 탄생했다.
AAI는 전에 이스라엘 IAI와 합작개발한 RQ-2 파이오니어에 연이어서, 그와 비슷하지만 더욱 개선된 섀도 200을 개발했다. 1999년 후반 미국 육군은 섀도 200을 전술 UAV 요구조건에 맞는다고 결정했다. 그 후 RQ-7로 재명명되었다.

## 무장형 섀도
2010년 10월 레이시온이 무게 5.9 kg인 파이로스 미사일의 시험발사에 성공했다.

## 실전기록
2005년 이란은 미군 섀도 1대가 추락했다며, 영공을 침범한 것에 대해 강력하게 항의했다.

## 제원
일반특성

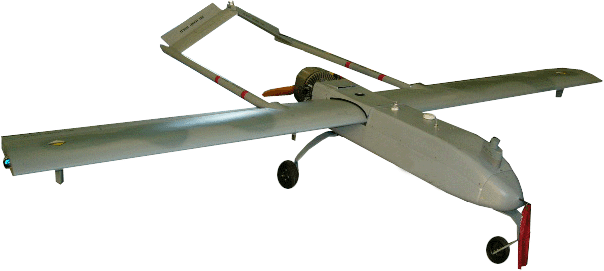
RQ-7 섀도 200

- 주기능: 지상 이동 부대를 위한 전술 첩보기
- 계약자: AAI 코퍼레이션
- 화물: POP-300 (주야간 전자광학 카메라) 27 kg (60 lb)
- 길이: 3.41 m (11.2 ft)
- 날개폭: 3.87 m (14 ft)
- 높이: 1 m (3.3 ft)
- 공허중량: 77 kg (186 lb)
- 적재중량: 170 kg (375 lb)
- 엔진: Wankel UAV 엔진 741, 38 hp (28.5 kW)

성능
- 속도: 60 ~ 110 knots (110 ~ 200 km/h)
- 상승고도: 15,000 ft (4,600 m) MSL
- 운용시간: 4 시간 (RQ-7B는 6 시간)
- 운용거리: 109.5 km (68 마일)

개량된 날개와 통신 시스템, 1102 엔진을 장착하면 운용시간이 9시간, 날개폭은 6.7 m, 최대고도는 18,000 ft (5,486 m)로 늘어난다.

## 운용

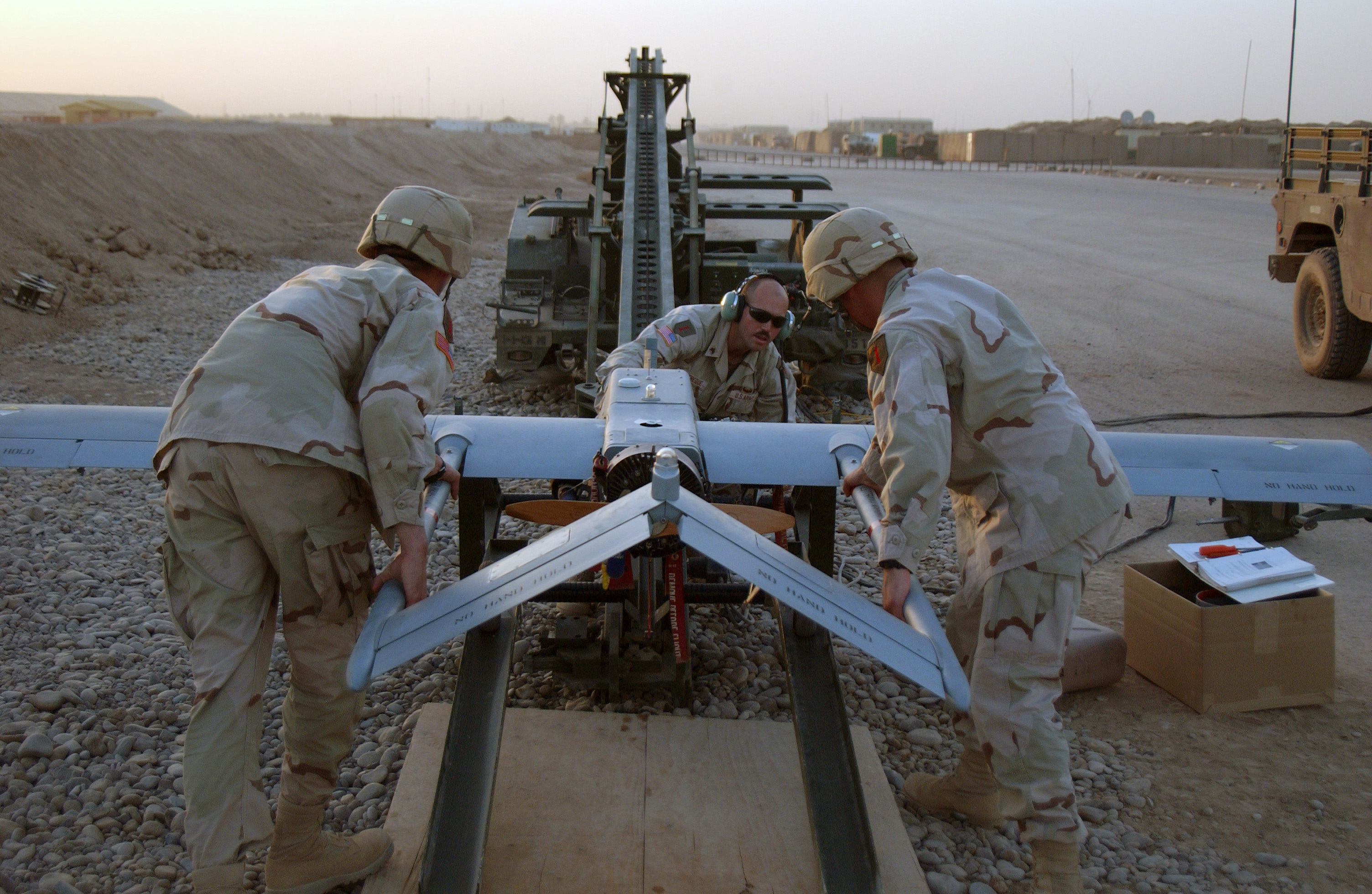
활주로 없이 이륙할 수 있는 섀도

- 대한민국: KUS-7로 국산화 및 개발하여 운용중.
- 루마니아
  - 공군
- 미국
  - 육군
  - 해군
  - 해병대
- 스웨덴
  - 육군
- 오스트레일리아
  - 육군
- 이탈리아
  - 육군
- 튀르키예
  - 공군
- 파키스탄
  - 공군
- 폴란드
  - 육군

## 같이 보기
- RQ-2 파이오니어
- UCAV